# Ronald Gene Simmons
Ronald Gene Simmons, Sr. (Chicago, 15 de julio de 1940-Condado de Lincoln, 25 de junio de 1990) fue un asesino en serie estadounidense que mató a dieciséis personas en el lapso de una semana en el estado de Arkansas en 1987. Un militar retirado, Simmons mató a catorce miembros de su propia familia, incluyendo a una hija que había sido abusada sexualmente por él mismo, e hirió a otras cuatro personas.
Simmons fue sentenciado a muerte, y luego de negarse a apelar su sentencia, fue ejecutado por el método de inyección letal el 25 de junio de 1990.

## Primeros años y carrera militar
Ronald Gene Simmons nació el 15 de julio de 1940 en Chicago, Illinois, hijo de Loretta y William Simmons. El 31 de enero de 1943, su padre murió por un accidente cerebrovascular, cuando él tenía 3 años, y en el lapso de un año, su madre se casó con William D. Griffen, un ingeniero civil del ejército. En 1946, el ejército movió a Griffen a Little Rock, la capital de Arkansas, que sería la primera de muchas mudanzas que hizo la familia Simmons por todo el estado.
El 15 de septiembre de 1957, Ronald Gene Simmons dejó sus estudios para unirse a la Armada de los EE. UU. y fue llevado a una base militar en Washington, donde conoció a Bersabe Rebecca "Becky" Ulibarri, con quién se casó en Nuevo México el 9 de julio de 1960. Los siguientes 18 años, la pareja tuvo siete hijos. En 1963, Simmons dejó la Armada, y aproximadamente dos años después, se unió a la Fuerza Aérea. Durante su carrera militar de veinte años, a Simmons se le condecoró con la Estrella de Bronce, la Cruz de Galantería de Vietnam del Sur por sus servicios como piloto. Simmons se retiró el 30 de noviembre de 1979, con el rango de Sargento Mayor.
El 3 de abril de 1981, Simmons estaba siendo investigado en la ciudad de Cloudcroft, Nuevo México por un supuesto caso de abuso sexual. con miedo por ser arrestado, escapó con su familia a Ward, Arkansas en el Condado de Lonoke, y después a Dover, en 1983. La familia se instaló en una finca a 10,4 kilómetros de Dover, que sería conocida como Mockingbird Hill. Era una residencia grande, sin teléfono, se instaló una cerca improvisada que en ciertas partes medía tres metros. Trabajó en lugares donde no le pagaban bien, en Russellville, Arkansas. Tuvo que renunciar a todos, pues, se supo que estaba involucrado en el delito mencionado anteriormente. Después intentó trabajar en un Minimercado por un año y medio, pero otra vez tuvo que renunciar el 18 de diciembre de 1987.

## Asesinatos

### Dover
Antes de Navidad de 1987, Simmons decidió matar a toda su familia. En la madrugada del 22 de diciembre, Simmons mató a su esposa, Rebecca, y a su hijo mayor, Gene al dispararles con un Revólver Ruger Single Six .22, y después mató a su hija de 3 años, Bárbara, por estrangulamiento. Simmons tiró los cuerpos a un pozo el cual había sido excavado a la fuerza por sus hijos. Después, Simmons esperó a que ellos (sus hijos) entraran a la casa. Después les dijo que les tenía regalos, pero que quería dárselos por separado. Primero, mató a su hija, Loretta, de 17 años tras estrangularla y tirarla a un tanque de agua de lluvia. En el mediodía del 26 de diciembre, miembros de su familia habían llegado a visitar por Navidad. El primer muerto fue su hijo, Billy, y su esposa, Renata, quienes recibieron un disparo en la cabeza. Después estranguló y ahogó a su hijo de 20 meses, Trae. Simmons también le disparó a su hija mayor, Sheila (que previamente había sido abusada por el) y a su esposo, Dennis McNulty. También procedió a estrangular a Sylvia Gail, de 7 años, a quien él había engendrado con su propia hija, y finalmente, a su nieto de 21 meses, Michael. Puso los cadáveres de sus víctimas en filas. Cubrió a estos con abrigos, excepto a Sheila, a quien cubrió con un mantel blanco. Los cuerpos de sus nietos fueron envueltos en láminas de plástico y dejados en diferentes automóviles abandonados. Después de estos hechos, Simmons fue por una bebida a un bar local, luego regresó a la casa, y aparentemente ajeno a los cadáveres, pasó el resto de la tarde y el día siguiente consumiendo cerveza y viendo televisión.

### Russellville
En la mañana del 28 de diciembre, Simmons llegó a Russellville, entró en una oficina de abogados, le disparó al recepcionista, y a una mujer joven llamada Kathy Kendrick. Simmons se había enamorado de ella anteriormente, pero fue rechazado por ella. Luego fue a una oficina de una compañía petrolera, donde mató a disparos a un hombre llamado J.D. Chafiin e hirió al propietario, Rusty Taylor, para después dirigirse a la tienda de conveniencia donde había trabajado anteriormente, disparando e hiriendo a dos personas más. También procedió a ir a la oficina de Woodline Motor Freight Company, donde hirió a una mujer. Después de esto, simplemente se sentó ahí y conversó con una de las secretarias mientras esperaba a la policía. Cuando llegaron, Simmons entregó su arma y se rindió sin resistencia alguna.

## Víctimas
| Fecha                         | Nombre   | Edad         | Relación         | Causa de muerte |
| 22 de diciembre de 1987       |          |              |                  |                 |
| Ronald Gene Simmons Jr.       | 29       | Hijo         | Disparo          |                 |
| Bersabe Rebecca Simmons       | 46       | Esposa       | Disparo          |                 |
| Barbara Simmons               | 3        | Nieta        | Estrangulamiento |                 |
| Loretta Simmons               | 17       | Hija         | Estrangulamiento |                 |
| Eddy Simmons                  | 14       | Hijo         | Estrangulamiento |                 |
| Marianne Simmons              | 11       | Hija         | Estrangulamiento |                 |
| Rebecca "Becky" Simmons       | 8        | Hija         | Estrangulamiento |                 |
| 26 de diciembre de 1987       |          |              |                  |                 |
| William "Billy" Simmons II    | 22       | Hijo         | Disparo          |                 |
| Renata Simmons                | 21       | Nuera        | Disparo          |                 |
| William H. "Trae" Simmons III | 20 meses | Nieto        | Ahogamiento      |                 |
| Sheila Simmons McNulty        | 24       | Hija         | Disparo          |                 |
| Dennis McNulty                | 33       | Yerno        | Disparo          |                 |
| Sylvia Gail McNulty           | 6        | Hija y Nieta | Estrangulamiento |                 |
| Michael McNulty               | 21 meses | Nieto        | Estrangulamiento |                 |
| 28 de diciembre de 1987       |          |              |                  |                 |
| Kathleen "Kathy" Kendrick     | 24       | Conocida     | Disparo          |                 |
| James David "Jim" Chaffin     | 33       | Ninguna      | Disparo          |                 |

## Juicio
Se le atribuyeron dieciséis homicidios, fue declarado culpable y sentenciado a muerte. Después del juicio, se rehusó a apelar, diciendo: "Para aquellos que se oponen a la pena de muerte, en mi caso particular, cualquier cosa que no sea la muerte sería un castigo cruel e inusual."
Se procesó el caso exitosamente. Simmons fue juzgado por primera vez por los crímenes de Russellville, y un jurado lo condenó por asesinato y le dieron sentencia de muerte. Hizo una declaración adicional, bajo juramento, apoyando la oración anterior: 
"Yo, Ronald Gene Simmons, Sr., quiero que se sepa que es mi deseo; y mi deseo que absolutamente ninguna acción por parte de nadie se tome para apelar o cambiar de alguna                    manera esta sentencia. Además, se solicita respetuosamente que esta oración se ejecute sin demora."
El tribunal de primera instancia llevó a cabo una audiencia sobre la competencia de Simmons para renunciar a nuevos procedimientos y concluyó que su decisión fue sabia e inteligente. Simmons se convirtió en el sujeto del caso de la Corte Suprema de los Estados Unidos Whitmore v. Arkansas cuando otro recluso condenado a muerte, Jonas Whitmore, intentó, sin éxito, forzar una apelación del caso de Simmons.

## Ejecución
Mientras Simmons se encontraba en el corredor de la muerte, fue separado de los demás prisioneros ya que su vida se encontraba bajo una amenaza constante. Esto era porque Simmons anteriormente se había rehusado a apelar la pena de muerte; Los otros prisioneros creían que la actitud de Simmons dañaría sus probabilidades de acabar con sus propias sentencias. El 31 de mayo, el gobernador de Arkansas (y después presidente) Bill Clinton firmó la orden de ejecución, y el 25 de junio de 1990, murió por el método que él había elegido, la inyección letal. Ninguno de sus familiares restantes quiso reclamar el cuerpo, y fue enterrado en una fosa común para aquellos cadáveres no reclamados.